# Endeavour Award
Endeavour Award ist ein jährlich vergebener amerikanischer Literaturpreis, der seit 1999 für im vorangegangenen Jahr erschienene Werke aus dem Bereich der Science-Fiction und Fantasy von der Oregon Science Fiction Conventions, Inc (OSFCI) an Autoren aus dem Nordwesten der USA verliehen wird. Der nach James Cooks Schiff Endeavour benannte Preis ist mit 1.000 Dollar dotiert. Die Bekanntgabe der Verleihungen findet bei der OryCon statt, einer jährlich in Portland, Oregon, stattfindenden SF-Convention.

## Liste der Preisträger
Stimmengleichheit bei Preisträgern wird durch einen trennenden Schrägstrich („/“) angezeigt.
- 2020 Matthew Hughes: What the Wind Brings / Louisa Morgan: The Witch’s Kind
- 2019 K. R. Richardson: Blood Orbit
- 2018 Laura Anne Gilman: The Cold Eye
- 2017 Matt Ruff: Lovecraft Country / Patricia A. McKillip: Dreams of Distant Shores
- 2016 Brenda Cooper: Edge of Dark
- 2015 Jay Lake: Last Plane to Heaven (postum)
- 2014 Ken Scholes: Requiem / Ramez Naam: Nexus
- 2013 Laurie Frankel: Goodbye for Now
- 2012 Kristine Kathryn Rusch: City of Ruins
- 2011 Cherie Priest: Dreadnought
- 2010 David Marusek: Mind Over Ship
- 2009 David D. Levine: Space Magic
- 2008 Brenda Cooper: The Silver Ship and the Sea
- 2007 Robin Hobb: Forest Mage
- 2006 Jerry Oltion: Anywhere But Here
- 2005 Louise Marley: The Child Goddess
- 2004 John Varley: Red Thunder
- 2003 Kristine Kathryn Rusch: The Disappeared / Steven Barnes: Lion's Blood
- 2002 Ursula K. Le Guin: Tales from Earthsea
- 2001 Ursula K. Le Guin: The Telling / Louise Marley: The Glass Harmonica
- 2000 Greg Bear: Darwin's Radio
- 1999 Greg Bear: Dinosaur Summer